# GURPS
GURPS (Generic Universal RolePlaying System) — универсальная система ролевых игр, разработанная компанией Steve Jackson Games в 1986 году с целью создать правила игры, применимые в любом игровом мире. GURPS получила премию Origins как лучшая система правил ролевой игры в 1988 году, а в 2000 году она вошла в зал славы Origins. Многие приложения для этой системы также получали высокие оценки и премии.

## История GURPS

### Ролевые игры до GURPS
До GURPS ролевые игры 1970-х и начала 1980-х разрабатывались специально для какой-либо игровой среды и были в основном не совместимы друг с другом. Например, TSR создавала свою систему Dungeons & Dragons исключительно для игры в жанре фэнтези. Другая их система, Star Frontiers, была создана для игр в жанре космической научной фантастики. TSR создавала и другие системы для других жанров: Gamma World, Top Secret, Gangbusters, Boot Hill и другие. Каждая из этих игр имела собственный самодостаточный набор правил, которые значительно отличались в разных системах. Попытки создать систему для игры в нескольких жанрах были сделаны в системе Advanced Dungeons & Dragons с добавлением правил Gamma World и Boot Hill, однако слабо освещённые моменты правил мало использовались. GURPS позволила играть в любом жанре без необходимости использования отдельного набора правил для каждой игры.

### Создание и развитие
До создания GURPS Стив Джексон работал над несколькими другими системами ролевых игр, среди которых была The Fantasy Trip, очень близкая по механике к GURPS.
Первая редакция GURPS увидела свет в 1986 году и являла собой две книги правил: Book 1: Characters (в основном предназначенная для игроков) и Book 2: Adventuring (предназначенная для мастера). Вторая редакция появилась уже в 1987 году, также в двух томах и имела небольшие отличия от предыдущей.
Наиболее долго существующая третья редакция появилась в 1988 году уже в одном 256-страничном томе GURPS Basic Set, в котором были представлены все правила игры. Эта редакция системы активно поддерживалась и развивалась вплоть до 2004 (то есть 16 лет). За это время было создано более 200 различных игровых приложений, делящихся на основные группы: жанровые приложения (GURPS Horror — для игры в жанре ужасов, GURPS Space — для игры по космической фантастике, GURPS Fantasy — для игры по фэнтези и другие), расширяющие правила приложения (GURPS Martial Arts — правила по боевым искусствам, GURPS Magic — магия для различных миров, GURPS Bestiary — описание различных животных и существ), книги по игровым мирам (GURPS Russia — для игр по истории России, GURPS Alpha Centauri — для игр по научно-фантастической вселенной Сида Мейера, Transhuman Space — космическая опера и другие) и приключения. В 1996 году базовая система GURPS 3-й редакции была дополнена ещё двумя книгами, ставшими неотъемлемой частью правил, используемых большинством мастеров и игроков: Compendium I: Character Creation (дополнительные правила и возможности по созданию персонажей) и Compendium II: Combat and Campaigns (существенное расширение правил боя, а также советы и рекомендации для Мастеров Игры по созданию и ведению кампаний). Большинство игровых продуктов, выходивших с 1996 по 2003, требовали использования одного или обоих компендиумов.
29 августа 2004 года компания Steve Jackson Games представила миру GURPS 4-й редакции. Она была призвана упростить и расширить возможности в некоторых сферах игры и создания персонажа. Несмотря на по большому счёту косметические изменения в самой системе сами базовые книги (их вновь было 2) стали своеобразной революцией в серии книг для GURPS — впервые книги правил для GURPS были цветными. Кроме того, все последующие продукты под GURPS выходят в виде объёмных (более 200 страниц) полностью цветных томов.

## Принцип GURPS
GURPS была частью первой волны ролевых игр, которые отказались от случайностей при создании персонажа в пользу системы очков. GURPS не была первой игровой системой, предложившей «универсальные» правила для различных игровых миров. Система Chaosium (наиболее известные игры основанные на этой системе — Call of Cthulhu и Runequest) также разрабатывалась как «общий» набор правил.
В ролевых играх 1970-х и 1980-х (например, в Dungeons & Dragons) использовались случайные числа, получаемые при бросках кубиков, для определения характеристик игровых персонажей. В GURPS, напротив, каждый игрок распределял определённое количество очков между различными характеристиками своего персонажа. Вместе с Hero System GURPS была одной из первых систем ролевых игр, в которых персонажи создавались распределением очков между характеристиками, умениями, преимуществами, а за уменьшение характеристик и недостатки давались дополнительные очки. Этот подход стал популярным во многом благодаря успеху GURPS.
Подход GURPS к универсальности включает использование любой измеряемой вещи из реального мира в игре. Это позволяет игрокам достаточно легко переносить какие-то элементы из реального мира, других игр или собственной фантазии в правила GURPS.
Другой сильной стороной GURPS, по словам её поклонников, является огромное количество написанных для этой системы книг по игровым мирам, которые описывают научно-фантастические, фэнтезийные и исторические сеттинги, давая лишь немного правил и исчерпывающую информацию, пригодную для любой ролевой игры. Многие популярные разработчики ролевых игр начинали свою карьеру с приложений для GURPS, включая С. Кареллу, Робина Лоуса, Джона Росса и создателя FUDGE Стеффана О’Салливана.

## Механика системы
GURPS основывается на очках персонажа как основном элементе создания персонажа. Эти очки расходуются на атрибуты, выбор преимуществ и недостатков, приобретение уровней навыков. Общее количество начальных очков может варьироваться от 1 до бесконечности, в зависимости от пожеланий мастера игры, и хотя чаще всего мастер даёт 100 начальных очков на создание персонажа, возможно всё, как обычные люди на 25 очков, так и супергерои на 300 и больше очков (GURPS Lite 4th edition).
Персонаж имеет четыре базовых атрибута:
- Сила (англ. Strength, ST) — физическая сила персонажа, определяющая возможность поднимать, носить и наносить урон
- Ловкость (англ. Dexterity, DX) — определяет скорость, координацию
- Интеллект (англ. Intelligence, IQ) — умственные характеристики персонажа
- Здоровье (англ. Health, HT) — определяет выносливость персонажа, его жизненные показатели и сопротивляемость болезням

Наличие всего четырёх атрибутов выглядит намного проще в сравнении с другими системами, в которых может быть целый ряд атрибутов, описывающих более определённые навыки. Каждый атрибут описывается определённым числом. Где 10 соответствует обычным способностям обычного человека, но может варьироваться начиная от 1, что соответствует полной бесполезности, до 20, что соответствует сверхчеловеческим способностям. Числа между 8 и 12 соответствуют более-менее развитым способностям в области для обычного человека. От 6 и меньше считаются ущербными, намного ниже среднего и используются в основном персонажами-инвалидами. От 15 и больше — невероятные способности.
Игроки выбирают эти рейтинги тратя на них очки персонажа. Чем выше рейтинг, тем больше очков они будут стоить игроку, при этом назначение какого-либо атрибута ниже 10, дает возможность добавить очков на какой-то другой атрибут. Так как практически все навыки основаны на ловкости и интеллекте, эти атрибуты стоят в два раза дороже (или дают в два раза больше очков, при назначении меньше 10). В ранних редакциях все атрибуты стоили одинаково, где более развитый навык стоил дороже на каждое увеличение сверх 10.
Атрибутами также определяется ряд второстепенных характеристик.
- Очки здоровья (англ. Hit Points (HP)) — как много повреждений и ран может вынести персонаж, основан на силе.
- Воля (англ. Will (Will)) — сосредоточенность, сопротивление стрессам, основан на интеллекте.
- Восприятие (англ. Perception (Per)) — общая готовность к неожиданностям, основан на интеллекте.
- Очки усталости (англ. Fatigue Points (FP)) — мера усталости, голода, основана на здоровье.

## Альтернативные системы
- Dungeons & Dragons
- S.P.E.C.I.A.L.